# Jacek Fafiński
Jacek Fafiński (Lubawa, 21 ottobre 1970) è un lottatore polacco, specializzato nella lotta greco-romana.

## Biografia
Rappresentò la Polonia ai Giochi olimpici estivi di Atlanta 1996, in cui vinse la medaglia d'argento nel torneo dei -90 kg. Ai Giochi mondiali militari di Roma 1995 e Zagabria 1999, vinse la medaglia di bronzo rispettivamente nella categoria dei -90 e -130 kg.

## Palmarès
- Giochi olimpici estivi

Atlanta 1996: argento nei -90 kg;
- Giochi mondiali militari

Roma 1995: bronzo nei -90 kg;
Zagabria 1999: bronzo nei -130 kg;